# Lee Remick
Lee Ann Remick (Quincy, Massachusetts, 1935. december 14. – Los Angeles, Kalifornia, 1991. július 2.) kétszeres Golden Globe-díjas amerikai színésznő.

## Élete és pályafutása
1935-ben született, édesapja a Remick's áruház tulajdonosa volt Quincyben, édesanyja színésznő. Szülei válása után az édesanyjához került, akivel New Yorkba költöztek, ahol Remick magániskolába járt és táncolni tanult.
A Broadwayen debütált a Be Your Age című színdarabban, majd televíziós szerepeket kapott. 1957-ben hullott első filmszerepe az ölébe Elia Kazan Egy arc a tömegben című munkájában. Ismertté a William Faulkner regénye alapján készült Hosszú, forró nyár tette, amiben a sztárpár Paul Newman és Joanne Woodward mellett volt látható. 1959-ben Otto Preminger Egy gyilkosság anatómiája című filmjében játszotta az áldozat szerepét. A produkció nagy port kavart a szexuális zaklatás felé irányuló hangvételével. 1960-ban egy iskolázatlan özvegyet játszott Montgomery Clifttel a Vad folyóban. Remicket 1962-ben Oscar-díjra jelölték a Míg tart a bor és friss a rózsa filmadaptációval, amiben egy alkoholista háziasszonyt formál meg.
1963-ban James Garnerrel játszott A kerékpáros kereskedők című vígjátékban. 1964-ben visszatért a színpadra, ahol az Anyone Can Whistle című musicalben bukkant fel, amiben a kritikusok dicsérték, majd 1966-ban egy drámában kapott szerepet, amiben egy vak nőt alakít, akit három bűnöző molesztál. A Wait Until Darkban nyújtott teljesítményért Tony-díjra jelölték, később film is készült belőle a főszerepben Audrey Hepburnnel Várj, míg sötét lesz címmel.
A hetvenes években Remick a televízióban is aktív maradt, jelentősebb szerepei a címszereplő Jennie, Kay Summersby az Ike: The War Years című minisorozatban és az 1982-es A levél. Utolsó szereplése 1989-ben volt, mint Sarah Bernhardt a 80 nap alatt a Föld körül című minisorozatban.

## Magánélete
1957-ben feleségül ment Bill Colleran producerhez, akitől két gyermeke született, Katherine és Matthew. 1968-ban elváltak. Második házasságát 1970-ben kötötte William Roy Gowans producerrel, akivel haláláig együtt maradt. 
1991-ben hunyt el, májrákkal és tüdőrákkal küzdött.

## Filmográfia

### Film
| Év   | Magyar cím                      | Eredeti cím              | Szerep                              | Magyar hang      |
| ---- | ------------------------------- | ------------------------ | ----------------------------------- | ---------------- |
| 1957 | Egy arc a tömegben              | A Face in the Crowd      | Betty Lou Fleckum                   |                  |
| 1958 | Hosszú, forró nyár              | The Long, Hot Summer     | Eula Varner                         | Kiss Erika       |
| 1959 |                                 | These Thousand Hills     | Callie                              |                  |
| 1959 | Egy gyilkosság anatómiája       | Anatomy of a Murder      | Laura Manion                        | Antal Olga       |
| 1960 | Vad folyó                       | Wild River               | Carol Garth Baldwin                 |                  |
| 1961 | Szentély                        | Sanctuary                | Temple Drake                        | Ruttkay Laura    |
| 1962 | Terrorkísérlet                  | Experiment in Terror     | Kelly Sherwood                      |                  |
| 1962 | Míg tart a bor és friss a rózsa | Days of Wine and Roses   | Kirsten Arnesen Clay                | Sáfár Anikó      |
| 1963 |                                 | The Running Man          | Stella                              |                  |
| 1963 | A kerékpáros kereskedők         | The Wheeler Dealers      | Molly Thatcher                      |                  |
| 1965 |                                 | Baby the Rain Must Fall  | Georgette Thomas                    |                  |
| 1965 | Pokoli találmány                | The Satan Bug            | koktélos hölgy (nincs a stáblistán) |                  |
| 1965 | Egy rakomány whiskey            | The Hallelujah Trail     | Cora Templeton Massingale           | Zakariás Éva     |
| 1968 |                                 | No Way to Treat a Lady   | Kate Palmer                         |                  |
| 1968 | A detektív                      | The Detective            | Karen Leland                        | Csere Ágnes      |
| 1969 |                                 | Hard Contract            | Sheila Metcalfe                     |                  |
| 1970 |                                 | Loot                     | Fay McMahon nővér                   |                  |
| 1971 |                                 | A Severed Head           | Antonia Lynch-Gibbon                |                  |
| 1971 | Olykor egy nagy ötlet           | Sometimes a Great Notion | Viv                                 |                  |
| 1973 |                                 | Of Men and Women         | Rosemary / vendéglátó               |                  |
| 1973 | Kényes egyensúly                | A Delicate Balance       | Julia                               | Földessy Margit  |
| 1973 | Kényes egyensúly                | A Delicate Balance       | Julia                               | Udvaros Dorottya |
| 1974 |                                 | Touch Me Not             | Eleanor                             |                  |
| 1975 | Hennessy                        | Hennessy                 | Kate Brooke                         | Földi Teri       |
| 1976 | Ómen                            | The Omen                 | Katherine Thorn                     | Kovács Nóra      |
| 1977 | Telefon                         | Telefon                  | Barbara                             | Csere Ágnes      |
| 1978 | A Medúza pillantása             | The Medusa Touch         | Dr. Zonfeld                         | Andresz Kati     |
| 1978 | A Medúza pillantása             | The Medusa Touch         | Dr. Zonfeld                         | Kovács Nóra      |
| 1979 | Európaiak                       | The Europeans            | Eugenia Young Munster bárónő        |                  |
| 1980 | Szerelemverseny                 | The Competition          | Greta Vandemann                     |                  |
| 1980 |                                 | Tribute                  | Maggie Stratton                     |                  |
| 1987 | Emma háborúja                   | Emma's War               | Anne Grange                         | Götz Anna        |

### Televízió

#### Tévéfilm
| Év   | Magyar cím          | Eredeti cím                         | Szerep            | Magyar hang    |
| ---- | ------------------- | ----------------------------------- | ----------------- | -------------- |
| 1960 |                     | The Tempest                         | Miranda           |                |
| 1962 |                     | The Farmer's Daughter               | Katrin Holstrom   |                |
| 1967 |                     | Damn Yankees!                       | Lola              |                |
| 1972 |                     | The Man Who Came to Dinner          | Maggie Cutler     |                |
| 1973 |                     | And No One Could Save Her           | Fern O'Neil       |                |
| 1973 |                     | The Blue Knight                     | Cassie Walters    |                |
| 1975 | Utcalányok          | Hustling                            | Fran Morrison     | Dallos Szilvia |
| 1975 |                     | A Girl Named Sooner                 | Elizabeth McHenry |                |
| 1978 |                     | Breaking Up                         | JoAnn Hammil      |                |
| 1979 |                     | Torn Between Two Lovers             | Diana Conti       |                |
| 1980 |                     | Haywire                             | Margaret Sullavan |                |
| 1980 |                     | The Women's Room                    | Mira Adams        |                |
| 1982 | A levél             | The Letter                          | Leslie Crosbie    | Venczel Vera   |
| 1983 |                     | The Gift of Love: A Christmas Story | Janet Broderick   |                |
| 1983 |                     | I Do! I Do!                         | Agnes             |                |
| 1984 |                     | A Good Sport                        | Michelle Tenney   |                |
| 1984 |                     | Rearview Mirror                     | Terry Seton       |                |
| 1985 | Kemény szeretet     | Toughlove                           | Jan Charters      |                |
| 1986 | Tiszta vérvonal     | Of Pure Blood                       | Alicia Browning   |                |
| 1988 |                     | Jesse                               | Jesse Maloney     |                |
| 1989 | A csend hídja       | Bridge to Silence                   | Marge Duffield    |                |
| 1989 | Útlevél a terrorhoz | Dark Holiday                        | Gene LePere       |                |

#### Sorozat
| Év        | Magyar cím                | Eredeti cím                         | Szerep                              | Megjegyzések                                              |
| --------- | ------------------------- | ----------------------------------- | ----------------------------------- | --------------------------------------------------------- |
| 1953–1957 |                           | Kraft Theatre                       | Kismine Washington / Caroline Bower | 6 epizód                                                  |
| 1954–1956 |                           | Studio One in Hollywood             | Jessie Benson / Elaine Bayley       | 2 epizód                                                  |
| 1954–1956 |                           | Robert Montgomery Presents          | több szerep                         | 6 epizód                                                  |
| 1957–1958 |                           | Playhouse 90                        | Cecelia Brady / Peggy Maylin        | 2 epizód                                                  |
| 1962      |                           | Theatre '62                         | szobalány                           | 1 epizód                                                  |
| 1972–1977 |                           | BBC Play of the Month               | Alma Winemiller / Maria Gostrey     | 2 epizód                                                  |
| 1974      | A királynő törvényszéke   | QB VII                              | Lady Margaret                       | - minisorozat (2 epizód) - magyar hangja: - Götz Anna     |
| 1974      | Jennie                    | Jennie: Lady Randolph Churchill     | Lady Randolph Churchill             | minisorozat (7 epizód)                                    |
| 1978      |                           | Wheels                              | Erica Trenton                       | minisorozat (5 epizód)                                    |
| 1979      |                           | Ike: The War Years                  | Kay Summersby                       | minisorozat (3 epizód)                                    |
| 1984      | Örökölt szerelem          | Mistral's Daughter                  | Kate Browning                       | minisorozat (4 epizód)                                    |
| 1985      |                           | Faerie Tale Theatre                 | Hókirálynő                          | 1 epizód                                                  |
| 1985–1987 |                           | American Playhouse                  | Eugenia Young / Eleanor Roosevelt   | 2 epizód                                                  |
| 1987      |                           | Nutcracker: Money, Madness & Murder | Frances Schreuder                   | minisorozat (3 epizód)                                    |
| 1987      |                           | Screen Two                          | Grace Gardner                       | 1 epizód                                                  |
| 1989      | 80 nap alatt a Föld körül | Around the World in 80 Days         | Sarah Bernhardt                     | - minisorozat (3 epizód) - magyar hangja: - Moór Marianna |

## Színpadi szerepek
| Év   | Cím                | Szerep       | Színház |
| ---- | ------------------ | ------------ | --- |
| 1953 | Be Your Age        | Lois Holly   | 48th Street Theatre |
| 1964 | Anyone Can Whistle | Fay Apple    | Majestic Theatre |
| 1966 | Wait Until Dark    | Susy Hendrix | Ethel Barrymore Theatre (1966. július 2-ig) Shubert Theatre (1966. július 11. – 1966. október 1.) George Abbott Theatre (1966. október 3. – 1966. november 26.) Music Box Theatre (1966. november 28. – 1966. december 31.) |

## Fontosabb díjak és jelölések

### Film és televízió
| Cím                                 | Díj                                                                                   | Eredmény |
| ----------------------------------- | ------------------------------------------------------------------------------------- | -------- |
| Egy gyilkosság anatómiája           | Golden Globe-díj a legjobb női főszereplőnek – filmdráma                              | Jelölve  |
| Míg tart a bor és friss a rózsa     | BAFTA-díj a legjobb külföldi színésznőnek                                             | Jelölve  |
| Míg tart a bor és friss a rózsa     | Golden Globe-díj a legjobb női főszereplőnek – filmdráma                              | Jelölve  |
| Míg tart a bor és friss a rózsa     | Oscar-díj a legjobb női főszereplőnek                                                 | Jelölve  |
| Míg tart a bor és friss a rózsa     | San Sebastián-i Nemzetközi Filmfesztivál: legjobb színésznő                           | Elnyerte |
| The Blue Knight                     | Golden Globe-díj a legjobb női főszereplőnek (drámasorozat)                           | Elnyerte |
| The Blue Knight                     | Primetime Emmy-díj a legjobb női főszereplőnek (televíziós minisorozat vagy tévéfilm) | Jelölve  |
| Jennie                              | BAFTA TV-díj a legjobb női főszereplőnek                                              | Elnyerte |
| Jennie                              | Golden Globe-díj a legjobb női főszereplőnek (drámasorozat)                           | Elnyerte |
| Jennie                              | Primetime Emmy-díj a legjobb női főszereplőnek (televíziós minisorozat vagy tévéfilm) | Jelölve  |
| Wheels                              | Golden Globe-díj a legjobb női főszereplőnek (drámasorozat)                           | Jelölve  |
| Wheels                              | Primetime Emmy-díj a legjobb női főszereplőnek (televíziós minisorozat vagy tévéfilm) | Jelölve  |
| Haywire                             | Primetime Emmy-díj a legjobb női főszereplőnek (televíziós minisorozat vagy tévéfilm) | Jelölve  |
| A levél                             | Golden Globe-díj a legjobb női főszereplőnek (minisorozat vagy tévéfilm)              | Jelölve  |
| American Playhouse (1987)           | Primetime Emmy-díj a legjobb vendégszínésznőnek                                       | Jelölve  |
| Nutcracker: Money, Madness & Murder | Primetime Emmy-díj a legjobb női főszereplőnek (televíziós minisorozat vagy tévéfilm) | Jelölve  |

### Színház
| Cím             | Díj                                               | Eredmény |
| --------------- | ------------------------------------------------- | -------- |
| Wait Until Dark | Tony-díj a legjobb női főszereplőnek színdarabban | Jelölve  |